# Không hoa
Không hoa (zh. kōnghuá 空華, ja. kūge), là "hoa trên không trung". Hoa hư huyễn, hoa đốm trong mắt, được nhìn thấy trên bầu trời như là kết quả của sự rối loạn thị giác. Đây là ẩn dụ được dùng trong những kinh luận như luận Đại thừa khởi tín, kinh Thủ-lăng-nghiêm, kinh Viên Giác, để chỉ cho tính vô minh phân biệt. 